# 治多县
治多县（藏語：འབྲི་སྟོད་རྫོང，威利转写：'bri stod rdzong，藏语拼音：Zhidoi Zong）是中华人民共和国青海省玉树藏族自治州下辖的一个县，位于玉树州中西部，西部与新疆维吾尔自治区和西藏自治区接壤。面积為66667平方公里，全县常住总人口约4万，其中藏族占98%。县人民政府驻加吉博洛镇。

## 行政区划
治多县下辖1个镇、5个乡：
加吉博洛镇、索加乡、扎河乡、多彩乡、治渠乡和立新乡。

## 人口民族
根据(青海省)玉树州第七次全国人口普查公报显示：治多县常住人口为34496人，男性人口占比50.53%，女性人口占比49.47%，年龄结构中0-14岁占比28.75%，15-59岁占比63.76%，60岁以上占比7.49%，65岁以上占比6%。